# Universitetsmuseum
Et universitetsmuseum er en museumssamling, der drives af et universitet, der typisk er grundlagt til at understøtte undervisning og forskning på højere uddannelsesinstitutioner. Ashmolean Museum på University of Oxford i England er et tidligt eksempel, som blev grundlagt i 1683, der oprindeligt var indrettet i en bygning, der nu rummer Museum of the History of Science. Et mere moderne eksempel er Holburne Museum of Art i Bath, der oprindeligt blev opført i et hotel i 1796, og det er nu er det officielle museum på University of Bath.